# Gorki Águila
Gorki Luis Águila Carrasco (La Habana, 11 de noviembre de 1968) es un músico de punk cubano disidente, vocalista de la banda Porno para Ricardo conocida por sus críticas al gobierno de Fidel Castro.

## Historia
En 2003, Águila fue arrestado por posesión de drogas después de que una informante de la policía disfrazada de fan recibió por parte de él unas anfetaminas. Águila argumenta que el episodio no fue más que una trampa y una tentativa de silenciarlo. Liberado en 2005 después de cumplir su condena, Águila se volvió aún más crítico hacia el gobierno cubano, sus letras estuvieron más politizadas todavía. En una entrevista para CNN en 2007, Águila afirmó que el "Comunismo era un fracaso. Un error total. Por favor, Izquierdistas del mundo - mejoren su capitalismo". En una entrevista con anarquistas cubanos exiliados el Porno Para Ricardo describe el anarquismo como algo "muy seductor".
El 25 de agosto de 2008, Águila fue nuevamente detenido por la policía cubana bajo la acusación de «peligrosidad social predelictiva». La detención de Gorki, interpretada como un atentado contra la libertad de expresión, produjo un gran movimiento de solidaridad internacional que exigía su liberación.
El 28 de diciembre de ese mismo año, durante el concierto de Pablo Milanés en la Tribuna Antiimperialista de La Habana, sus compañeros de grupo Hebert González y Ciro Díaz con su novia, Claudia Cadelo, acompañados de Yoani Sánchez y un amigo llamado Emilio, aprovecharon unos minutos de silencio entre dos canciones para desplegar una pancarta con la palabra «Gorki», mientras miembros de la seguridad del estado vestidos de civiles procedían a detenerlos y a destruir la pancarta. Sánchez logró huir, no así Ciro y Claudia que fueron conducidos a dependencias policiales.
Claudia Cadelo, que por esos días había inaugurado su blog, Octavo Cerco, le cedió la palabra a su novio Ciro Díaz, que describió los acontecimientos, incluyendo el maltrato policial que sufrió durante su detención. Con el tiempo, Cadelo se convertiría en una de las ciberdisidentes más conocidas de Cuba y recibiría el premio Una Isla Virtual en su primera edición en los apartados de «mejor blog» y «blog más popular».
Más tarde, probablemente gracias a la campaña internacional por su liberación, se rebajó la acusación contra Gorki a simple «desobediencia», por la que le impusieron una multa de seiscientos pesos cubanos —unos 15 euros—, que fue pagada con 12.000 monedas de cinco centavos. La presidenta de zona de los Comités de Defensa de la Revolución (CDR) recriminó a Gorki por no participar en las actividades del CDR, no hacer guardia y no votar. «Su conducta social se resume en hacer ruido con su música y molestar a los vecinos», señaló. De haber prosperado la acusación de «peligrosidad social predelictiva», Gorki podría haber sido condenado a cuatro años de cárcel.
Gorki Águila salió en la película Habana Blues, sobre la nueva música independiente y alternativa de Cuba.

## Gorki fuera de Cuba
El cantante viajó a México en mayo de 2009, donde se reunió con su madre y hermana. Allí se dedicó a trabajar en el restaurante de su hermana —"A mí, educado en la rebeldía, servir a los demás me está ayudando", comentó— y aprovechó para renovar la web del grupo, dadas las complicaciones del acceso a internet en la isla.
El 17 de septiembre de ese año arribó a Miami en una gira patrocinada por la organización no gubernamental Movimiento Mundial de Solidaridad con Cuba, que también incluía Nueva York y Washington D. C. y que tenía como principal objetivo la promoción de su nuevo disco Rojo desteñido.
En este CD, como en los anteriores, se pueden apreciar temas abiertamente en contra de lo que llama "la élite del poder".
Tenía intenciones de regresar a Cuba antes de los 11 meses de plazo que da ley de ese país ya que en la isla quedaba su hija Gabriela de 13 años y 
su grupo. El 3 de marzo de 2010 no pudo abordar el avión a La Habana porque le dijeron que debía una prórroga del pasaporte, que fue a pagar ese mismo día en el consulado y al siguiente llegó a Cuba.
A su regreso, el acoso por parte del gobierno continuó y en noviembre tuvo que cancelar un concierto de Porno para Ricardo; el 26 fue detenido por 10 horas con los otros miembros de su grupo. Al mes siguiente, salió con destino a Los Ángeles para participar en la conmemoración del aniversario del movimiento Solidaridad con Lech Walesa y Patty Smith.
En febrero de 2012 Águila fue detenido nuevamente junto con el grafitero Danilo Maldonado, El Sexto. y más tarde volvió a viajar a Estados Unidos, a Miami por cuarta vez. Allí, el 28 de julio, dio un concierto en el Club Aché de Miami, que según Edmundo García, de la procastrista Cuba Información, fue un "rotundo fracaso" al que asistieron "menos de cuarenta personas", en circunstancias de que tiene capacidad para más de 1.200. El 29 se presentó en el club SOBS, del Village, Nueva York. En diciembre, volvió a actuar en Miami, esta vez en el centro nocturno Cuba Ocho.
Águila tiene un pequeño estudio en su casa en Cuba, La Paja Records.

## Discografía
- Pol' tu culpa
- Rock para las masas cárnicas
- A mi no me gusta la política pero yo le gusto a ella, compañeros
- Soy porno, soy popular
- El disco Rojo desteñido (Porno para Ricardo)
- El maeleconazo
- Ataque Sónico
- 20 Años de Carrera Delante De La Policía